# سرية زيد بن حارثة (وادي القرى)
سرية زيد بن حارثة أحد سرايا الرسول، أرسل فيها الصحابي زيد بن حارثة إلى بني فزارة.

## أحداث السرية
بعد عودة زيد بن حارثة إلى المدينة من سرية زيد بن حارثة (حسمى) مكث فيها عدة أيام ثم أخرجه الرسول مرة أخرى إلى سرية جديدة في منطقة وادي القرى، وذلك في شهر رجب في السنة السادسة للهجرة، لقتال قبيلة بني فزارة، وهي قبيلة عيينة بن حصن الذي أغار على المدينة المنورة قبل السرية بثلاثة أشهر.
عن ابن إسحاق من طريق يونس بن بكير قال: حدثني عبد الله بن أبي بكر، قال بعث رسول الله صلى الله عليه وسلم زيد بن حارثة إلى وادي القرى، فلقي به بني فزارة وأصيب بها ناس من أصحابه، وانفلت زيد من بين القتلى، فأصيب فيها أحد بني سعد بن هزيم، أصابه أحد بني بكر، فلما قدم زيد بن حارثة نذر أن لا يمس رأسه غسل من جنابة حتى يغزو فزارة، فلما استبل جراحه، بعثه رسول الله صلى الله عليه وسلم في جيش إلى بني فزارة، فلقيهم بوادي القرى وأصاب فيهم.
وقتل قيس بن المسحر بن النعمان مسعدة بن حكمة بن مالك بن بدر ، وأسر أم قرفة وهي فاطمة بنت زمعة بن بدر ، وكانت عند حذيفة بن بدر ، عجوزا كبيرة وبنتا لها ، وعبد الله بن مسعدة ، فأمر زيد بن حارثة أن تقتل أم قرفة ، فقتلها قتلا عنيفا ، وربط برجليها حبلين ثم ربطا إلى بعيرين شتى حتى شقاها.
ثم قدموا على رسول الله صلى الله عليه وسلم بابنة أم قرفة ، وبعبد الله بن مسعدة ، فكانت بنت أم قرفة لسلمة بن الأكوع ، كان هو الذي أصابها ، وكانت في بيت شرف من قومها. كانت العرب تقول : لو كنت أعز من أم قرفة ، فسألها رسول الله صلى الله عليه وسلم فوهبها له ، فأهداها لخاله حزن بن أبي وهب ، فولدت له عبد الرحمن بن حزن.